# Elachista alicanta
Elachista alicanta is een vlinder uit de familie grasmineermotten (Elachistidae). De wetenschappelijke naam is voor het eerst geldig gepubliceerd in 2005 door Kaila.
De soort komt voor in Europa.